# 坂上樹大
坂上 樹大（さかがみ たつひろ、1978年1月25日 - ）は、競輪選手。石川県内灘町出身。日本競輪選手会富山支部所属（登録地は石川県）、ホームバンクは石川県立自転車競技場。日本競輪学校（当時。以下、競輪学校）第80期生。師匠は石田真二（競輪学校42期生）。
実兄も競輪選手の坂上忠克（71期）。

## 来歴
石川県立内灘高等学校出身。
1997年8月15日、富山競輪場でデビューし、初勝利も同日。
2002年、全日本選手権・団体追抜を、兄の忠克及び、武史、大暁の北野兄弟との4人で挑み優勝。
これまで特別競輪ではGIで2回、GIIで3回の決勝進出歴があり、2011年の寬仁親王牌（弥彦競輪場）では3位、2009年の共同通信社杯春一番（佐世保競輪場）では2位に入った。また2009年、2010年度のS級S班選手の18番目の椅子の座を浅井康太と最後の最後まで争ったが、惜しくも賞金ランキング第19位で次点となった。
2023年12月8日、岸和田FII（ミッドナイト）初日第9レース（特選）で勝利し、通算500勝を達成。S級創設（1983年4月）以降女子（4人）も含めて通算52人目の記録。デビューから26年3か月23日（デビュー日を含まない）での達成であった。2024年4月27日、富山競輪場にて通算500勝達成の表彰式が執り行われた。

## エピソード
- イケメン競輪選手としても知られ、2009年に実施されたananとJKAのコラボレーション企画、『09'KEIRINイケメングランプリ』では準グランプリを受賞した。